# Розенберг, Александр Минеевич
Александр Минеевич Розенберг (укр. Олександр Мінейович Розенберг; 1902—1989) — советский учёный, доктор технических наук, профессор.
Научные разработки учёного отражены в более 180 опубликованных статьях, 16 монографиях, 29 авторских свидетельствах на изобретение. В 1991 году (посмертно) за монографию «Механика пластического деформирования в процессах резания и деформирующего протягивания» Розенбергу была присуждена премия им. Е. О. Патона.

## Биография
Родился 14 марта 1902 года в Иркутске.
Окончил в 1920 году гимназию в Иркутске, поехал в Томск, где поступил на механический факультет Томского технологического института (ТТИ, позже Томский политехнический институт, в настоящее время Томский политехнический университет). После окончания вуза в 1926 году и непродолжительной работы в Томском управлении Сибирской железной дороги, поступил в аспирантуру ТТИ к заведующему кафедрой «Механической технологии» — профессору Т. И. Тихонову, где учился до 1929 года. По окончании аспирантуры, с 10 октября 1930 по 1 февраля 1931 года, находился в научной командировке в Германии; работал в лаборатории станков и резания металлов Берлинской высшей технической школы под руководством профессора Шлезингера. Вернувшись из заграницы, в 1931 года комиссией втузов Розенберг был утвержден доцентом, затем назначен заведующим вновь организованной в ТТИ кафедры «Механическая обработка и сборка», а также заведующим им же организованной лаборатории резания металлов.
В 1938 году, в связи с ростом контингента студентов, кафедра была разделена на две, новая стала называться «Станки и резание металлов», её возглавил А. М. Розенберг. В этом же году ему была присвоена ученая степень кандидата технических наук без защиты диссертации ввиду наличия научных работ «Экспериментальное исследование процесса образования стружки», «Теория работы цилиндрической фрезы» и «Работа цилиндрической фрезы», превышающих требования, предъявляемые к кандидатской диссертации. В октябре 1940 года Розенберг защитил диссертацию на соискание ученой степени доктора технических наук в Киевском индустриальном институте (ныне Киевский политехнический институт) и в декабре этого же года был утвержден в ученой степени доктора технических наук. Продолжил работать заведующим кафедрой «Станки и резание металлов» Томского индустриального института. В 1940—1942 годах был деканом механического факультета вуза. В годы Великой Отечественной войны занимался прикладными научными исследованиями с целью повышения стойкости различных режущих инструментов на машиностроительных предприятиях Томска, работавших на нужды фронта. В 1948—1951 годах по совместительству он работал старшим научным сотрудником Западно-Сибирского филиала Академии наук СССР в Новосибирске.
В 1963 году по конкурсу А. М. Розенберг был избран заведующим лабораторией Института сверхпрочных материалов Академии наук УССР (Киев), куда и перешел на работу. Был заведующим лабораторией, затем — заведующим отделом обработки резанием и деформированием; работал до 1979 года, когда в связи с уходом на пенсию был переведен на должность научного сотрудника-консультанта отдела.
За время работы в Томске Розенберг подготовил более 20 кандидатов технических наук, в Киеве подготовил еще 21 кандидата наук.

Могила на Байковом кладбище

Умер 16 апреля 1989 года в Киеве. Похоронен на Байковом кладбище города.
В 2002 году в Томском политехническом университете на машиностроительном факультете была учреждена повышенная академическая стипендия им. А. М. Розенберга.

## Награды
- Награждён тремя орденами Трудового Красного Знамени, орденом «Знак Почета» и медалями, в числе которых «За доблестный труд в Великой Отечественной войне 1941—1945 гг.» и «За трудовое отличие» (12.12.1940, «в ознаменование 40-летнего юбилея Томского индустриального института имени С. М. Кирова, за выдающиеся заслуги в деле подготовки высококвалифицированных инженерных кадров»).
- Удостоен Почетной грамоты Верховного Совета УССР, а также многих грамот партийных, советских и профсоюзных организаций.
- Заслуженный деятель науки и техники УССР (1967).